# طوماس برزيسكي
طوماس برزيسكي (بالبولندية: Tomasz Brzyski)‏ (10 يناير 1982 بلوبلين في بولندا - ) هو لاعب كرة قدم بولندي في مركز الدفاع. شارك مع منتخب بولندا لكرة القدم. أما مع النوادي، فقد لعب مع بولونيا وارسو ورتش شوروزو وغورنيك وانشنا وكورونا كييلتسى وليغيا وارسو ورادومياك رادوم وKS Lublinianka ‏ وOrlęta Radzyń Podlaski ‏.

## وصلات خارجية
- طوماس برزيسكي على موقع الاتحاد الأوربي (الإنجليزية)
- طوماس برزيسكي على موقع قاعدة بيانات كرة القدم.إي يو (الإنجليزية)
- طوماس برزيسكي على موقع ناشيونال فوتبول تيمز (الإنجليزية)
- طوماس برزيسكي على موقع Soccerway.com (الإنجليزية)
- طوماس برزيسكي على موقع AS.com (الإسبانية)